# Wulong
Wulong (лат.) — род тероподных динозавров из семейства дромеозаврид, найденный в нижнемеловой формации Цзюфотан в Китае. В род включают единственный вид Wulong bohaiensis.

## Открытие
Образец неизвестного динозавра нашли китайские фермеры в богатой окаменелостями формации Цзюфотан, расположенной в китайской провинции Ляонин. В 2020 году команда палеонтологов под руководством Эшли Поуст назвала и описала новый вид Wulong bohaiensis. Образец, принадлежавший неполовозрелой особи, ныне размещён в Даляньском музее естественной истории.

## Описание

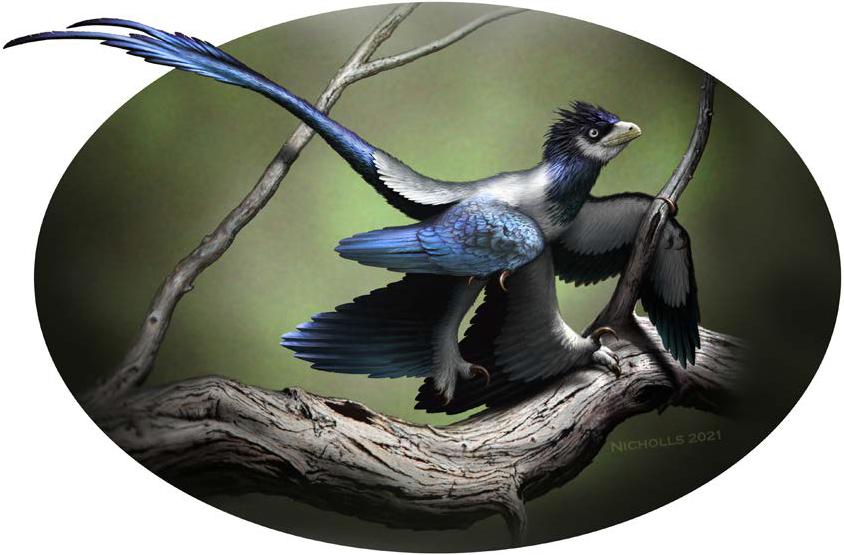
Реконструкция

Сохранённый в сочленённом виде на единственной каменной плитке, образец показывает остеологические признаки незрелости, характерные для архозавров, такие, как текстура кости и отсутствие слитых швов между костями. Wulong обладал длинным хвостом, длина которого вдвое превышала длину его тела. Кости динозавра были полыми. Образец сохранил отпечатки нескольких типов оперения, включая пару длинных перьев на хвосте. У него узкий череп, оснащённый тонкими челюстями, которые заполнены мелкими и острыми зубами. Авторы описания нашли его тесно связанным с синорнитозавром из формации Исянь.
Череп Wulong достаточно крупный по сравнению с телом. Он в 1,15 раза больше длины бедренной кости. Легко сложённая предчелюстная кость, одна из пары маленьких черепных костей на самом кончике верхней челюсти, относительно коротка для дромеозаврид. Квадратно-скуловая кость большинства дромеозаврид имеет Т-образную форму, но у Wulong эта кость имеет L-образную форму. Восходящий отросток у этого теропод составляет около 6 мм в высоту, скуловой отросток имеет длину 5 мм.

## Классификация
|  | Hesperonychus                                               |
|  |                                                             |
|  | Graciliraptor                                               |
|  |                                                             |
|  | Microraptor                                                 |
|  |                                                             |
|  | Tianyuraptor                                                |
|  |                                                             |
|  | \| \| Sinornithosaurus \| \| \| \| \| \| Wulong \| \| \| \| |
|  |                                                             |
|  | Sinornithosaurus                                            |
|  |                                                             |
|  | Wulong                                                      |
|  |                                                             |

|  | Sinornithosaurus |
|  |                  |
|  | Wulong           |
|  |                  |